# Conferencia de León
La Conferencia del León fue una conferencia diplomática celebrada en noviembre de 1849 en León, Nicaragua, entre El Salvador, Honduras y Nicaragua, para tratar de restablecer en parte la Unión política de Centroamérica. 
Los participantes eran los siguientes comisionados:
- Por el Gobierno de Honduras, Felipe Jáuregui
- Por el Gobierno de Nicaragua, Gregorio Juárez Sacasa
- Por el Gobierno de El Salvador, Agustín Morales

En ella se firmó, el 8 de noviembre, un convenio mediante el cual se establecía la Representación Nacional de Centroamérica, un órgano confederal con dos representados por cada Estado, elegidos por las legislaturas por períodos de cuatro años, que debería reunirse en Chinandega, Nicaragua, y elegir un Presidente y un Vicepersidente. Se renovaría por mitad cada dos años y tendría una serie de atribuciones en materia de política exterior y defensa.